# José Andrés Rázuri
José Andrés Rázuri Esteves (San Pedro de Lloc, La Libertad, 28 de noviembre de 1791 - San Pedro de Lloc, 4 de enero de 1883), fue un militar y agricultor peruano. Oficial del Ejército Libertador, tuvo un importante papel durante el desarrollo de la Batalla de Junín, al cambiar una orden de retirada de un escuadrón de los Húsares del Perú por el de ataque, lo que contribuyó al triunfo patriota en dicho encuentro bélico.
Se alistó a la causa libertadora de San Martín en Huaura en 1820, siendo incorporado al Regimiento de Granaderos de los Andes. Participó en la consolidación de la independencia en el norte del país, estuvo presente en la ocupación de Lima en 1821 e intervino en la batalla de Pichincha en 1822. Al llegar Simón Bolívar, se le encomendó el reclutamiento y preparación del Regimiento de Húsares del Perú en 1824, con el que participó en la batalla de Junín, durante la cual, su escuadrón se mantuvo a la expectativa. Al producirse la feroz acometida de la caballería realista, se ordenó a su escuadrón que se retirara del campo para ponerse a salvo, pero Rázuri varió dicha orden por la de ataque a la carga y fue esta audaz decisión lo que permitió que se volteara la situación a favor de los patriotas. Participó luego en la Batalla de Ayacucho, y con el grado de Capitán acompañó a Gamarra en la campaña sobre Bolivia de 1828, ascendiendo a Sargento Mayor. Luego marchó al norte a participar en la guerra contra la Gran Colombia en 1828, actuando en la batalla del Portete de Tarqui de 1829. Tras el derrocamiento del presidente José de La Mar, se retiró del ejército y se dedicó a la agricultura. En las postrimerías de su vida, retornó a su tierra natal, donde dejó de existir el 4 de enero de 1883.
La 96ta promoción de Oficiales de la Escuela Militar de Chorrillos del Ejército del Perú, que se graduó el 1 de enero de 1992 lleva su nombre, así mismo también lleva su nombre el Regimiento de Caballería Blindado "Mayor de Caballería José Andrés Rázuri" N.º 9, acantonado en la localidad de Pomata departamento de Puno en Perú.

## Biografía
Fue hijo de la unión de Juan José Rázuri del Valle y de María Severina Esteves De Villa. Estudió en el Seminario de San Carlos y San Marcelo de Trujillo, a instancias de sus padres para que siguiera la carrera religiosa, pero optó por dedicarse a la agricultura. 

### El grito de libertad de San Pedro de Lloc
José Andrés Rázuri, joven militar, viajó a Huaura para ponerse a disposición del general José de San Martín, cuyo ejército estaba acantonado allí; en esos tiempos, se necesitaba de personas que despertasen el espíritu del pueblo peruano y ayudaran al ejército libertador a cumplir con su cometido. Rázuri fue tomado en cuenta por San Martín y luego de darle de alta en el Regimiento Granaderos a Caballo con el rango de Sargento distinguido le encargó misiones a cumplir en Trujillo, Lambayeque y otros lugares del norte.
La ciudad de Lambayeque, proclamó su independencia el 31 de diciembre de 1820. No estuvieron de acuerdo con dicha proclamación el sargento mayor Antonio Gutiérrez de la Fuente y otros tres oficiales, quienes marcharon de Lambayeque a Trujillo. Cuando llegaron a San Pedro de Lloc, el sargento fue tomado prisionero a la altura de la alameda de la entrada norte de la ciudad por Santiago Rázuri, José Andrés Rázuri, José Agustín Esteves, José C. Hurtado, junto con muchos patriotas que se unieron para cortarles el paso debido a que la señora Rioja, familiar de Santiago Rázuri, avisó de lo sucedido en Lambayeque y de los fugitivos.
Posteriormente, José Ceferino Hurtado, procedió a ejecutar el acto de Proclamación de la Independencia el 10 de enero de 1821. San Pedro de Lloc se desligaba así de la dominación española.
En ese entonces José Andrés Rázuri tenía el rango militar de alférez.

### José Andrés Rázuri y los Dragones de Pacasmayo

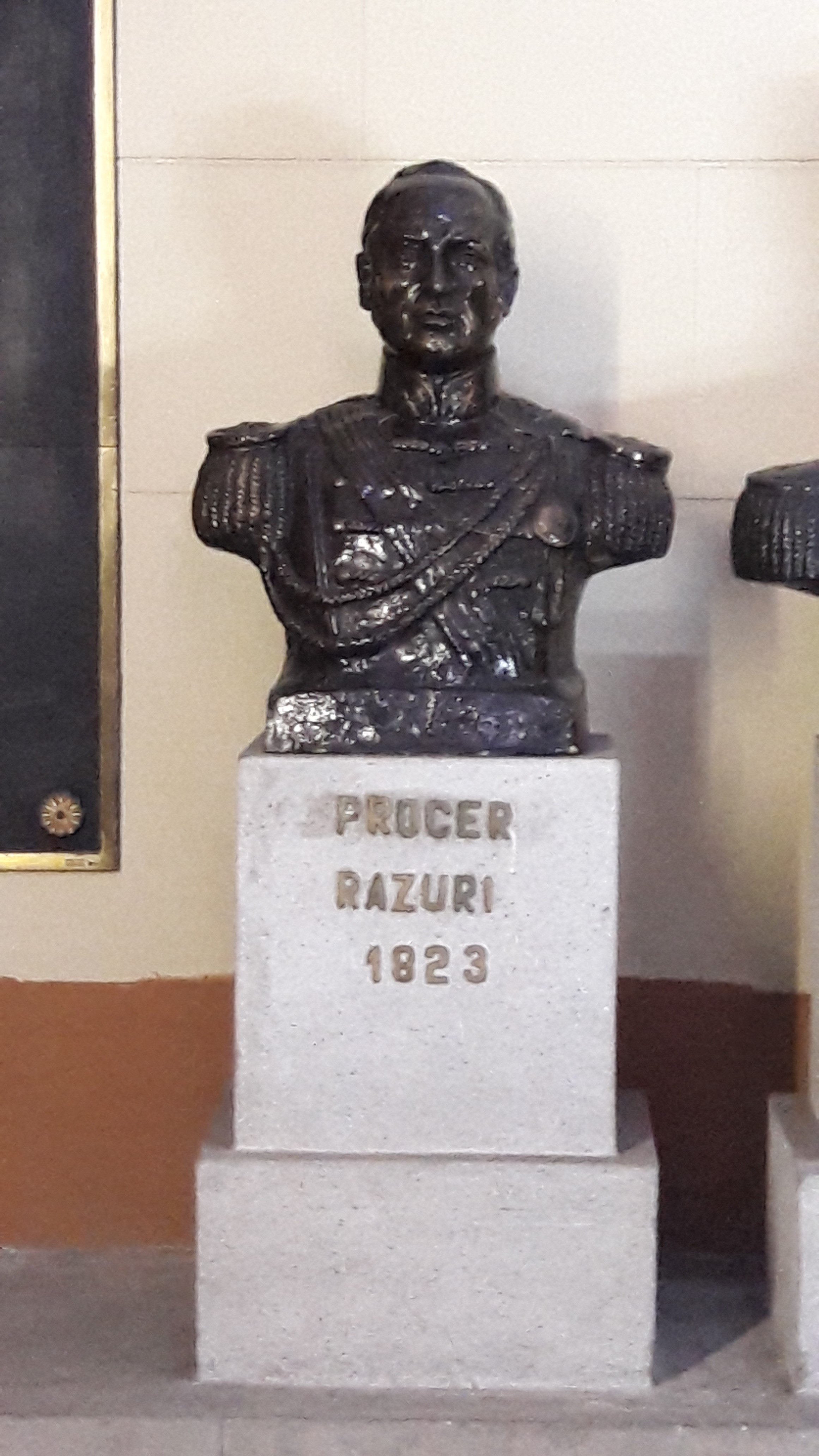
Efigie de José Andrés Rázuri en el Panteón de los Próceres en Lima.

San Martín necesitó en un momento dado, estrechar el enlace con los patriotas, que en la provincia de Trujillo preparaban la insurrección, enviando correspondencia y mensajes verbales, absolutamente confidenciales pero de gran importancia. 
Estos mensajes estaban dirigidos a patriotas residentes en Trujillo, Lambayeque y Piura. En principio, estos mensajes se referían a reclutar hombres para formar el ejército independentista.
Sabiendo San Martín que José Andrés Rázuri conocía los caminos y pueblos norteños, además de su pasión y vehemencia por la causa de la Libertad, lo designó para que llevara a cabo tan importante cometido.
Rázuri, en cumplimiento de su misión, marcha de regreso al norte, pero ya no solo a San Pedro de Lloc, sino hasta Lambayeque y Piura. Organizó y realizó su marcha en perfectas condiciones.
Al pasar por San Pedro de Lloc, dejó instrucciones a su hermano Santiago para que vendiera una parte de sus tierras y con el importe de esas ventas, adquiriese ganado, equipo, armas y todo lo necesario para construir, con personal voluntario, una pequeña unidad de caballería a la que, posteriormente designó como “Los Dragones de Pacasmayo”, que fue incorporada, poco después, al regimiento “Húsares del Perú” que sería a partir del 6 de agosto de 1824, el “Glorioso Húsares de Junín”.
“Los Dragones de Pacasmayo” se formó con personal voluntario del valle de Jequetepeque.

### La Batalla de Junín
En el mes de febrero, las fuerzas realistas españolas mantenían bajo su ocupación la sierra central y sur; en junio, Simón Bolívar se dirigió con sus fuerzas hacia el sur, con el fin de enfrentarse a los realistas, comandados por el general José de Canterac.
Ambos ejércitos se encontraron en las llanuras de Junín, al noroeste del valle de Jauja, el 6 de agosto de 1824, donde Rázuri se hallaba como ayudante del primer escuadrón de los Húsares del Perú. Al iniciarse la batalla, su escuadrón se hallaba en la reserva, oculto en una quebrada, a la espera de las órdenes del alto mando.

#### La gran decisión de Rázuri en la batalla

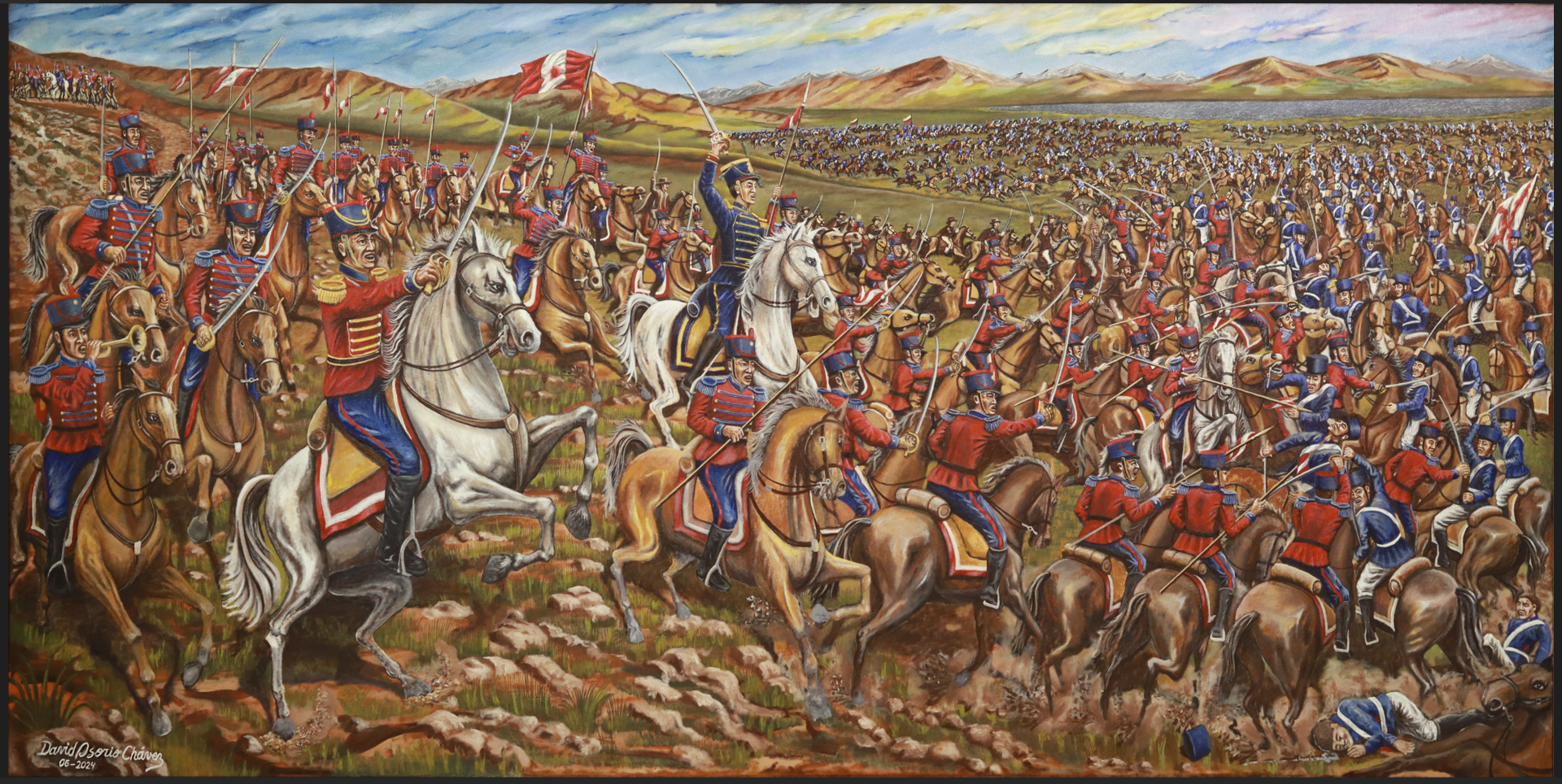
La Batalla de Junín (Andrés Rázuri y Suarez).

La batalla duró una hora; fue un combate cuerpo a cuerpo, con lanzas y sables, sin que se utilizaran armas de fuego. Murieron unos 250 realistas y 150 insurgentes. La victoria independentista se atribuye a la intervención de un escuadrón de los Húsares del Perú, al mando del coronel argentino Isidoro Suárez, quien pidió órdenes a su superior, el general peruano José de la Mar, pues su escuadrón permanecía intacto. Rázuri fue el encargado de llevar el mensaje a La Mar, quien le respondió: «Diga Ud. al Comandante Suárez que salve ese escuadrón como pueda», pero Rázuri, el notar el descuido de la retaguardia realista, el desorden de sus tropas persiguiendo a los patriotas y embargado por el sentimiento libertario, dijo, en audaz respuesta: «Mi Coronel, el general La Mar ordena que cargue Ud. de todos modos». Suárez ordenó entonces la carga contra la retaguardia realista, generando sorpresa, zozobra y desorden en las filas del ejército comandado por Canterac. Bolívar que, con su estado mayor se había replegado a una colina para ponerse a buen recaudo, no lo podía creer... la inminente derrota, se había transformado en una gloriosa victoria y emocionado, cambió el nombre de Húsares del Perú por el Húsares de Junín, en honor y reconocimiento a su valor. 
Terminada la batalla de Junín, el general La Mar mandó llamar a Rázuri y le dijo: «Debería usted ser fusilado; pero a usted se le debe la victoria de hoy día». Sin embargo, en el parte de Guerra que hace Sucre, no consigna este hecho ni menciona al Sargento Mayor José Andrés Rázuri Esteves, el verdadero gestor de la victoria en Junín. Recordemos que el Regimiento de Caballería "Húsares de Junín" estuvo conformado por peruanos y entre ellos muchos coterráneos del norte del país, con los célebres Dragones de Pacasmayo.
Revalorar la acción audaz y heroica de José Andrés Rázuri Esteves en un deber por cumplir. Esta trascendente victoria es la que abre las puertas para la consolidación de la independencia del Perú y América del Sur.

### Post-Independencia
Lograda la independencia del Perú, Rázuri permaneció en el ejército peruano y fue ascendido a capitán. Participó en la invasión peruana de Bolivia de 1828 y luchó en la guerra contra la Gran Colombia de 1829. Pero tras el derrocamiento del presidente José de La Mar, optó por dejar el servicio y se dedicó a la agricultura, labor que solo interrumpió para ejercer como subprefecto de Piura en 1837.
Se casó en 1834 con María Josefa Echeandía y Ramos en la Hacienda Tambogrande.
Estando en el retiro recibió el grado de Coronel del Ejército Peruano, siendo presidente de la República el mariscal Ramón Castilla, en mérito y reconocimiento a sus servicios en la campaña de la Independencia.
Tuvo una gran longevidad y alcanzó hasta los días de la guerra con Chile (1879-1883). 

### último deseo

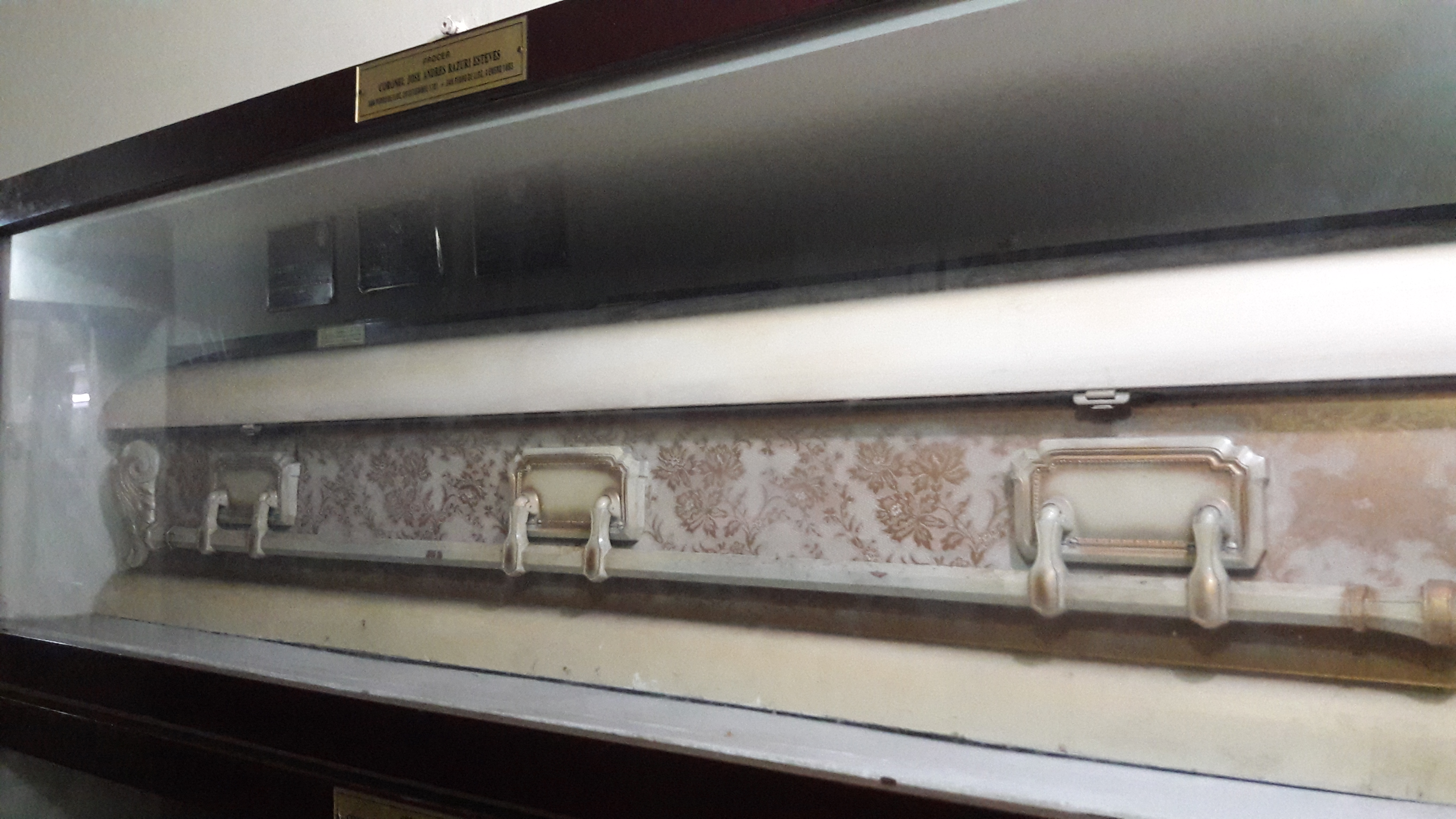
sus restos reposan en el Panteón de los Próceres en Lima.

Su último deseo fue ser llevado a su tierra natal, para morir allí y ser enterrado en su suelo. Su hija Josefa, atendiendo al deseo de su padre, lo llevó a San Pedro de Lloc, y como no tenía más familia que su hermano Casimiro, lo dejó con él (1881). 
"El Colorado", como era apodado, vivía en una vieja casona de portón y ventana, en la calle de la Independencia (hoy Dos de Mayo), al lado de la casa del alemán Schäfer. 
Desde que llegó a San Pedro fue bienvenido. La gente veía en él, al héroe legendario que había peleado en mil batallas por causa de la independencia. 
Era José un anciano bonachón que calzaba una gorrita de terciopelo azul. A pesar de su ancianidad y de estar un poco “chocho”, a José se le veía molesto, por el saludo constante que le prodigaban los chilenos en la calle, cosa que le desagradaba; es más, no los podía ver, y cuando los veía venir refunfuñaba. 
Los chilenos, por su parte, sabían quien era Rázuri, y sabían de la épica gesta de Junín. Los oficiales chilenos habían dado órdenes terminantes a sus soldados de no molestarlo. 
Un día, le hizo prometer a su hermano Casimiro, que cuando muriera, inmediatamente lo enterrara en el cementerio para no dar ocasión a que los “benditos chilenos” le rindieran honores. 
Y así fue, el 4 de enero de 1883, murió José Andrés Rázuri, y sin más, su hermano Casimiro llevó en carreta el féretro al cementerio general de la ciudad y le dio sepultura. 
A eso de las 9 de la mañana, un piquete de soldados chilenos vestidos con uniforme de gala, se apersonó a la casa de los Rázuri, tocaron a la puerta, la que abrió Casimiro, vestido de riguroso luto; le dieron el pésame y le manifestaron su deseo de rendir honores al ilustre prócer. 
Casimiro con voz grave les manifestó que su hermano había sido enterrado muy temprano. 
Desde el 6 de agosto de 1953, sus restos reposan en el Panteón de los Próceres de Lima.
Otra anécdota más
Cuando José Andrés Rázuri, se quedaba en su casa, en la época de la ocupación chilena, existía el toque de queda, donde cada poblador, debía apagar su luces y pernoctar a puerta cerrada en sus hogares.
Los batallones chilenos recorrían San Pedro de Lloc, haciendo cumplir de manera estricta y cruel, el toque de queda; justamente a esa hora Don José Andrés Rázuri, tenía la costumbre de encender sus lamparines exteriores y quedarse en el pórtico de su casa contemplando la calle; al momento del inicio del toque de queda; por supuesto que este acto no agradaba a los oficiales chilenos, quienes tenían que solamente saludar de manera cortés al héroe de la gesta de Junín, mientras él disfrutaba de la tarde y del calor de su lamparín en pleno toque de queda.